# Campionato Italiano Football Americano Femminile 2018
La stagione 2018 del Campionato CIFAF, è la 6ª edizione del campionato di Football Americano femminile organizzato sotto l'egida della FIDAF.
Il torneo è iniziato il 14 ottobre 2018, ed è terminato il 5 gennaio 2019 con la disputa del VI Rose Bowl Italia al Guelfi sport Center di Firenze.
Al campionato partecipano 5 squadre.
La squadra vincitrice del campionato sono le Sirene Milano che ha superato in finale la squadra di Bologna, le Underdogs.

## Squadre partecipanti
| Club               | Città   | Stadio                             | Sponsor ufficiale | Risultato nella stagione 2018 |
| ------------------ | ------- | ---------------------------------- | ----------------- | ----------------------------- |
| Pirates Savona     | Savona  |                                    |                   |                               |
| Sirene Milano      | Milano  | Campo Sportivo Gianni Brera (Pero) |                   |                               |
| Underdogs Bologna  | Bologna | KPRO Stadium                       |                   |                               |
| United             | Cave    |                                    |                   |                               |
| White Tigers Massa | Massa   |                                    |                   |                               |

## Stagione regolare

### Calendario

#### 1ª giornata
| Arbitri: | P. Moglia J. Martina A. Avagnina M. Montel A. Rivera |

|  |           | |
|  | Marcatori | Crocetta 2':00" Q1 (saf) fumble recovered on 0yd Carminati 0':00" Q3 (TD) 10yd run Tofani Q3 (pat) Tofani 6':40" Q4 (TD) pass from Carminati |

#### 2ª giornata
| Arbitri: | R. Passalacqua M. Americi G. Virone V. Maraventano M. Bogazzi |

|                                    |           |                                                                                            |
| G. Sciarpa 1':34" Q3 (TD) 65yd run | Marcatori | A. d'Aversa 7':05" Q2 (TD) 5yd run A. d'Aversa Q2 (pat) G. Fanella 2':40" Q3 (TD) 26yd run |

#### 3ª giornata
| Arbitri: | Robledo A. Allegretti E. Moselli A. Conti U. di Bari |

|                              |           |                                                       |
| G. Fanella OT1 (TD) 20yd run | Marcatori | C. Pescatori OT1 (TD) 15yd run C. Pescatori OT1 (pat) |

| Arbitri: | A. Maghini Gaias Frisiani B. Stevanovic E. Previtali |

|                                                                                         |           |  |
| Nicola 1':19" Q1 (TD) 19yd run Jirjena 7':43" Q4 (TD) 36yd pass from Carminati Q4 (pat) | Marcatori |  |

#### 4ª giornata
| Massa 11 novembre 2018, ore 14:35 | White Tigers Massa | 0 – 25 (0-6 0-0 0-7 0-12) referto | Underdogs Bologna | C.S. Boiardi |
| Marcatori Alberighi 2':58" Q1 ( TD ) 28yd run dell'Orto 7':24" Q3 ( TD ) 30yd from Alberighi Alberighi Q3 ( tpc ) rush Mingozzi 10':00" Q4 ( TD ) 15yd run A. Spina 2':19" Q4 ( TD ) 5yd run |                    | |                   |              |
| |                    | |                   |              |
| | Marcatori          | Alberighi 2':58" Q1 (TD) 28yd run dell'Orto 7':24" Q3 (TD) 30yd from Alberighi Q3 (tpc) rush Mingozzi 10':00" Q4 (TD) 15yd run A. Spina 2':19" Q4 (TD) 5yd run |                   |              |

#### 5ª giornata
| Arbitri: | G. Virone G. Sanfelici A. Sartini Zampedri D. Lugli |

|                                                                   |           |                                      |
| Mingozzi 9':45" Q4 (TD) 64yd run Mingozzi 2':49" Q4 (TD) 50yd run | Marcatori | C. Pescatori 9':50" Q1 (TD) 74yd run |

| Arbitri: | Tomaz R. Simanella Frisiani P. Massone E. Bernasconi |

| |           |  |
| Carminati 7':38" Q1 (TD) 74yd run Nicola 8':03" Q2 (TD) 12yd run Jirjena 3':02" Q2 (TD) 26yd run B. Pigozzi Q2 (pat) Nicola 5':10" Q3 (TD) 27yd run Jirjena Q3 (pat) Nicola 7':20" Q4 (TD) 36yd pass from Carminati Jirjena 2':27" Q4 (TD) 40yd run E. Poli Q4 (pat) | Marcatori |  |

#### 6ª giornata
| Arbitri: | U. di Bari A. Allegretti E. Moselli E. di Battista Valerio |

|  |           | |
|  | Marcatori | Nicola 7':50" Q1 (TD) 47yd run Nicola Q1 (pat) Carminati 2':02" Q1 (TD) 19yd run Nicola Q1 (pat) Nicola 1':15" Q2 (TD) 26yd run Jirjena Q2 (pat) Jirjena 10':30" Q3 (TD) 60yd run Jirjena Q3 (pat) Nicola 5':15" Q3 (TD) 1yd run Nicola Q3 (pat) Jirjena 10':00" Q4 (TD) 28yd run Jirjena Q4 (pat) Jirjena 8':45" Q4 (TD) 20yd run Jirjena Q4 (pat) Jirjena 0':45" Q4 (TD) 13yd run |

#### 7ª giornata
| Arbitri: | d'Amato Bernini I. Conti Vitelli |

| |           |  |
| Mingozzi 9':40" Q2 (TD) 27yd run Mingozzi Q2 (pat) Mingozzi 2':40" Q2 (TD) 1d run Alberighi 9':50" Q4 (TD) 1yd run M. Muzzioli Q4 (pat) Mingozzi 3':55" Q4 (TD) 9yd run G. Giovannini Q4 (pat) | Marcatori |  |

| Arbitri: | Camossa A. Pagani J. Martina V. Maraventano |

| |           |                                        |
| G. Giribone 7':15" Q1 (TD) 45yd interception return M. Monni 0':35" Q2 (TD) 19yd run C. Pescatori 0':30" Q4 (TD) 1d run R. Enrietti Q4 (pat) | Marcatori | S. Espana Carde 6':45" Q4 (TD) 1yd run |

### Classifica
La classifica della regular season è la seguente:
- PCT = percentuale di vittorie, G = partite giocate, V = partite vinte, P = partite perse, PF = punti fatti, PS = punti subiti
- La qualificazione alle semifinali è indicata in verde

| Pos. | Team               | %V    | G | V | P | PF  | PS |
| ---- | ------------------ | ----- | - | - | - | --- | -- |
| 1    | Sirene Milano      | 1.000 | 4 | 4 | 0 | 122 | 0  |
| 2    | Underdogs Bologna  | .750  | 4 | 3 | 1 | 64  | 19 |
| 3    | Pirates Savona     | .500  | 4 | 2 | 2 | 32  | 39 |
| 4    | United             | .250  | 4 | 1 | 3 | 19  | 95 |
| 5    | White Tigers Massa | .000  | 4 | 0 | 4 | 12  | 96 |

## Playoff

### Tabellone
|  | Semifinali | Semifinali        | Semifinali |                   |   | VI Rose Bowl Italia | VI Rose Bowl Italia | VI Rose Bowl Italia |  |
|  |            |                   |            |                   |   |                     |                     |                     |  |
|  | 1          | Sirene Milano     | 29         |                   |   |                     |                     |                     |  |
|  | 1          | Sirene Milano     | 29         |                   |   |                     |                     |                     |  |
|  | 4          | United            | 14         |                   |   |                     |                     |                     |  |
|  | 4          | United            | 14         |                   | 1 | Sirene Milano       | 19                  |                     |  |
|  |            |                   |            |                   | 1 | Sirene Milano       | 19                  |                     |  |
|  |            |                   | 2          | Underdogs Bologna | 6 |                     |                     |                     |  |
|  | 3          | Pirates Savona    | 2          | Underdogs Bologna | 6 | 0                   |                     |                     |  |
|  | 3          | Pirates Savona    |            |                   |   |                     |                     |                     |  |
|  | 2          | Underdogs Bologna | 13         |                   |   |                     |                     |                     |  |

### Semifinali
| Arbitri: | G. Virone A. Serri F. Monti S. Bernini V. Vitelli |

|                                                                                              |           |  |
| O. Pallaoro 4':35" Q1 (TD) 31yd pass from Alberighi Q1 (pat) Mingozzi 8':40" Q2 (TD) 2yd run | Marcatori |  |

| Arbitri: | Camossa F. Tognon L. Scivales V. Maraventano G. Greco |

| |           | |
| G. Gnouamouzi 4':56" Q1 (saf) tackle for loss Jirjena 1':13" Q2 (TD) 51yd run Carminati Q2 (pat) Carminati 0':06" Q2 (TD) 42yd run Tofani Q2 (pat) Tofani 6':40" Q3 (TD) 34yd pass from Carminati P. Aceti Q3 (pat) Nicola 8':05" Q4 (TD) 73yd run | Marcatori | C. Vallecoccia 2':49" Q2 (TD) 11yd pass from G. Fanella G. Fanella Q2 (pat) G. Fanella 0':50" Q3 (TD) 4yd run G. Fanella Q3 (pat) |

### VI Rose Bowl Italia
| Arbitri: | Tomaz Davis Frisiani Moselli di Battista |

| |           |                                  |
| Nicola 4':55" Q2 (TD) 51yd run Tofani Q2 (pat) Nicola 2':48" Q2 (TD) 60yd run Carminati 0':35" Q4 (TD) 10yd run | Marcatori | Alberighi 0':19" Q1 (TD) 1yd run |

## Verdetti
- Sirene Milano Vincitrici del Rose Bowl Italia 2018

## Marcatrici
| Giocatore       | Sq.                | TD rush | TD recv | TD int | TD p.ret | TD k.ret | TD oth | Xp1 | Xp2 | FG  | Saf | Totale |
| --------------- | ------------------ | ------- | ------- | ------ | -------- | -------- | ------ | --- | --- | --- | --- | ------ |
| Nicola          | Sirene Milano      | 6+3     | 1+0     | 0+0    | 0+0      | 0+0      | 0+0    | 3+0 | 0+0 | 0+0 | 0+0 | 63     |
| Jirjena         | Sirene Milano      | 6+1     | 1+0     | 0+0    | 0+0      | 0+0      | 0+0    | 5+0 | 0+0 | 0+0 | 0+0 | 53     |
| Mingozzi        | Underdogs Bologna  | 6+1     | 0+0     | 0+0    | 0+0      | 0+0      | 0+0    | 1+0 | 0+0 | 0+0 | 0+0 | 43     |
| Carminati       | Sirene Milano      | 3+2     | 0+0     | 0+0    | 0+0      | 0+0      | 0+0    | 1+1 | 0+0 | 0+0 | 0+0 | 32     |
| Alberighi       | Underdogs Bologna  | 2+1     | 0+0     | 0+0    | 0+0      | 0+0      | 0+0    | 0+1 | 1+0 | 0+0 | 0+0 | 21     |
| G. Fanella      | United             | 2+1     | 0+0     | 0+0    | 0+0      | 0+0      | 0+0    | 0+2 | 0+0 | 0+0 | 0+0 | 20     |
| C. Pescatori    | Pirates Savona     | 3+0     | 0+0     | 0+0    | 0+0      | 0+0      | 0+0    | 1+0 | 0+0 | 0+0 | 0+0 | 19     |
| Tofani          | Sirene Milano      | 0+0     | 1+1     | 0+0    | 0+0      | 0+0      | 0+0    | 1+2 | 0+0 | 0+0 | 0+0 | 15     |
| A. d'Aversa     | United             | 0+0     | 1+0     | 0+0    | 0+0      | 0+0      | 0+0    | 1+0 | 0+0 | 0+0 | 0+0 | 7      |
| dell'Orto       | Underdogs Bologna  | 0+0     | 1+0     | 0+0    | 0+0      | 0+0      | 0+0    | 0+0 | 0+0 | 0+0 | 0+0 | 6      |
| S. Espana Carde | White Tigers Massa | 1+0     | 0+0     | 0+0    | 0+0      | 0+0      | 0+0    | 0+0 | 0+0 | 0+0 | 0+0 | 6      |
| G. Giribone     | Pirates Savona     | 0+0     | 0+0     | 1+0    | 0+0      | 0+0      | 0+0    | 0+0 | 0+0 | 0+0 | 0+0 | 6      |
| M. Monni        | Pirates Savona     | 1+0     | 0+0     | 0+0    | 0+0      | 0+0      | 0+0    | 0+0 | 0+0 | 0+0 | 0+0 | 6      |
| O. Pallaoro     | Underdogs Bologna  | 0+0     | 0+1     | 0+0    | 0+0      | 0+0      | 0+0    | 0+0 | 0+0 | 0+0 | 0+0 | 6      |
| G. Sciarpa      | White Tigers Massa | 1+0     | 0+0     | 0+0    | 0+0      | 0+0      | 0+0    | 0+0 | 0+0 | 0+0 | 0+0 | 6      |
| A. Spina        | Underdogs Bologna  | 1+0     | 0+0     | 0+0    | 0+0      | 0+0      | 0+0    | 0+0 | 0+0 | 0+0 | 0+0 | 6      |
| C. Vallecoccia  | United             | 0+0     | 0+1     | 0+0    | 0+0      | 0+0      | 0+0    | 0+0 | 0+0 | 0+0 | 0+0 | 6      |
| Crocetta        | Sirene Milano      | 0+0     | 0+0     | 0+0    | 0+0      | 0+0      | 0+0    | 0+0 | 0+0 | 0+0 | 1+0 | 2      |
| G. Gnouamouzi   | Sirene Milano      | 0+0     | 0+0     | 0+0    | 0+0      | 0+0      | 0+0    | 0+0 | 0+0 | 0+0 | 0+1 | 2      |
| P. Aceti        | Sirene Milano      | 0+0     | 0+0     | 0+0    | 0+0      | 0+0      | 0+0    | 0+1 | 0+0 | 0+0 | 0+0 | 1      |
| R. Enrietti     | Pirates Savona     | 0+0     | 0+0     | 0+0    | 0+0      | 0+0      | 0+0    | 1+0 | 0+0 | 0+0 | 0+0 | 1      |
| G. Giovannini   | Underdogs Bologna  | 0+0     | 0+0     | 0+0    | 0+0      | 0+0      | 0+0    | 1+0 | 0+0 | 0+0 | 0+0 | 1      |
| M. Muzzioli     | Underdogs Bologna  | 0+0     | 0+0     | 0+0    | 0+0      | 0+0      | 0+0    | 1+0 | 0+0 | 0+0 | 0+0 | 1      |
| B. Pigozzi      | Sirene Milano      | 0+0     | 0+0     | 0+0    | 0+0      | 0+0      | 0+0    | 1+0 | 0+0 | 0+0 | 0+0 | 1      |
| E. Poli         | Sirene Milano      | 0+0     | 0+0     | 0+0    | 0+0      | 0+0      | 0+0    | 1+0 | 0+0 | 0+0 | 0+0 | 1      |

- Miglior marcatrice della stagione regolare: Jirjena ( Sirene Milano), 47
- Miglior marcatrice dei playoff: Nicola ( Sirene Milano), 18
- Miglior marcatrice della stagione: Nicola ( Sirene Milano), 63

## Passer rating
La classifica tiene in considerazione soltanto le quarterback con almeno 10 lanci effettuati.
| Giocatore     | Sq.                | G   | Att   | Comp  | Int | Yds     | TD  | NFL   | NCAA   |
| ------------- | ------------------ | --- | ----- | ----- | --- | ------- | --- | ----- | ------ |
| Carminati     | Sirene Milano      | 4+2 | 38+28 | 20+17 | 1+1 | 186+98  | 3+1 | 74,31 | 106,15 |
| Alberighi     | Underdogs Bologna  | 4+2 | 59+49 | 21+16 | 1+0 | 189+231 | 1+1 | 49,15 | 71,19  |
| E. Bertorello | White Tigers Massa | 2+0 | 19+0  | 6+0   | 1+0 | 99+0    | 0+0 | 28,18 | 64,82  |
| G. Fanella    | United             | 4+1 | 40+19 | 10+7  | 1+0 | 126+74  | 0+1 | 39,80 | 59,49  |
| C. Pescatori  | Pirates Savona     | 3+1 | 21+2  | 5+0   | 1+0 | 32+0    | 0+0 | 21,47 | 24,73  |
| L. Gabrielli  | White Tigers Massa | 2+0 | 23+0  | 8+0   | 2+0 | 19+0    | 0+0 | 7,34  | 24,33  |
| C. de Carlo   | Pirates Savona     | 3+1 | 18+9  | 3+0   | 0+1 | 28+0    | 0+0 | 24,15 | 12,41  |
| F. Castriconi | United             | 1+0 | 2+0   | 0+0   | 0+0 | 0+0     | 0+0 |       |        |
| C. Sannazzari | Sirene Milano      | 1+0 | 1+0   | 1+0   | 0+0 | 0+0     | 0+0 |       |        |
| #19           | Underdogs Bologna  | 1+0 | 1+0   | 0+0   | 0+0 | 0+0     | 0+0 |       |        |
| C. Mancini    | White Tigers Massa | 1+0 | 0+0   | 0+0   | 0+0 | 0+0     | 0+0 |       |        |

- Miglior QB della stagione regolare: Carminati ( Sirene Milano), 114,54
- Miglior QB dei playoff: Carminati ( Sirene Milano), 94,76
- Miglior QB della stagione: Carminati ( Sirene Milano), 106,15